# Scott Fardy
Scott M. Fardy (Sydney, 5 luglio 1984) è un rugbista a 15 australiano, terza linea ala della franchise del Leinster in Pro14 e internazionale per gli Wallabies.

## Biografia
Dopo un inizio professionistico nell'effimero Australian Rugby Championship in Australia Occidentale nelle file del Perth Spirit, Fardy fu aggregato nel 2008 alla franchise del Western Force ma non fu giudicato idoneo per il Super Rugby.
Decise quindi di accettare un contratto professionistico in Giappone presso la squadra di seconda divisione del Kamaishi Seawaves durante la cui militanza fu testimone dello tsunami che colpì il Paese nel 2011 e a seguito del quale si adoperò per portare soccorso alle persone da esso colpite.
Tornato in Australia fu ingaggiato nel 2012 dalla franchise degli Brumbies di Canberra e l'anno successivo esordì negli Wallabies durante il Championship 2013 a 29 anni contro la Nuova Zelanda.
Divenuto titolare fisso in Nazionale fu chiamato anche nella rosa dei convocati alla Coppa del Mondo di rugby 2015 in Inghilterra, in cui l'Australia fu finalista.

## Palmarès
- Champions Cup: 1
Leinster: 2017-18
- Pro14: 4
Leinster: 2017-18, 2018-19, 2019-20, 2020-21